# Bakousa sarawakensis
Bakousa sarawakensis е вид ракообразно от семейство Gecarcinucidae. Видът не е застрашен от изчезване.

## Разпространение
Разпространен е в Малайзия (Саравак).